# گوردولا
شهر گوردولا  در بخش لوکارنو در  ایالت تیسینودر کشور سوئیس  واقع شده‌است که  ۳٬۹۰۰  نفر جمعیت دارد.